# Tracy Bartram
Tracy Bartram (* 17. Juni in London, Vereinigtes Königreich) ist eine australische Comedian, Radio-Prominente und Sängerin. 

## Jugend und Ausbildung
Bartram wurde in London geboren. Sie wuchs in Melbourne, Australien, auf und lebt dort.  Ab 1972 besuchte sie die Lyndale High School, Dandenong, die sie 1977 abbrach.
1989 begann sie neben ihrem Beruf im Verkauf und Marketing mit Stand-up-Comedy. Ihr erster Auftritt in einem Hilton-Hotel in Melbourne dauerte 10 Minuten.

## Karriere

### Radio
1994 begann Bartram bei der Perther Radiostation 94.5FM und trat zusammen mit Fred Botica auf. Nach drei Jahren zog sie zurück in ihre Heimatstadt und moderierte bei Melbournes Fox FM zusammen mit Matt Tilley das Frühstücksprogramm, das für sechs Jahre das beliebteste Programm des Senders wurde.
Während ihrer Zeit bei FOX FM interviewte sie viele Prominente in ihrer eigenen Show Hour of Power, darunter Susan Sarandon, Kristin Davis, Anastacia, Ronan Keating, Matt Damon, Jodie Foster, Geoffrey Rush und Bob Geldof. Nach einer Auszeit vom Radio von 2003 bis 2005 moderierte Bartram ab März 2006 bei MIX 101.1 (heute KIIS 101.1) zusammen mit dem Comedian Tim Smith in der Show Tracy and Tim for Breakfast. Bartram und Smith beendeten ihr Engagement bei Mix 101.1 Ende November 2007.
Von 2008 bis 2010 war sie Moderatorin in der Red Symons breakfast show bei dem Sender 774 ABC Melbourne.

### Fernsehen
Ihre ersten Auftritte im Fernsehen hatte Bartram in den täglichen Shows eines Perther Regionalsenders Jenny Seaton Live und Mad About Movies, in denen sie regelmäßig komische Nachrichtenbeiträge brachte. Sie war regelmäßiger Gast der Talkshow Beauty and the Beast und gelegentlich in anderen Talkshows wie Good Morning Australia, Rove und Mornings with Kerri-Anne.

### Liveshows
Bartram schreibt und produziert ihre eigenen Shows. 1990 begann sie mit My Life Through the Eyes of a 60's Child („Mein Leben durch die Augen eines 60-jährigen Kindes“), 1992 gefolgt von Lipstick on the Wattle („Lippenstift auf dem Kehllappen“) und 1993 von Tracy Bartram After Dark („Tracy Bartram nach Einbruch der Dunkelheit“). Sie schrieb außerdem die Shows Six Foot Silly and Sexy („Sechs Fuß verrückt und sexy“) 1994 (Adelaide, Melbourne & Perth), Six Foot Silly and Six Months Pregnant („Sechs Fuß verrückt und sechs Monate schwanger“) 1994 (Edinburgh Fringe), Discovering My Roots („Entdeckung meiner Wurzeln“) 1998, eine Musikperformance mit siebenköpfiger Band, Rawhide („Rohe Haut“) 2001 und Tracy Bartram Live 2003.
Die Show Tracy Bartram Live wurde aufgenommen und kam 2004 bei „Shock Records“ als CD heraus.
Nachdem Bartram 2003 Fox FM verlassen hatte, spielte sie in dem Theaterstück Minefields and Miniskirts („Minenfelder und Miniröcke“), schrieb ihre Show Illegally Blonde, die beim 2004er Melbourne International Comedy Festival Premiere hatte und zog 2004 nach Edinburgh.
2008 spielte sie in Mums The Word 2 – Teenagers Sydney und Perth mit.
2009 gründete sie ihre eigene Band The Tracy Bartram Band. Sie arbeitete mit Jazz-Musikern, „weil sowohl Comedy als auch Jazz improvisiert werden“. Sie interpretierte klassische Pop-Songs als Cool Jazz. Ihre Band bestand aus Klavier, Schlagzeug, Gitarre und Sängerin.

### Weitere berufliche Aktivitäten
Bartram moderiert Firmenveranstaltungen, hält Präsentationsworkshops ab, hilft Süchtigen und betätigt sich karitativ.